# Pseudoclanis
Pseudoclanis is een geslacht van vlinders uit de onderfamilie Smerinthinae van de familie pijlstaarten (Sphingidae).

## Soorten
- P. abyssinicus (Lucas, 1857)
- P. admatha Pierre, 1985
- P. aequabilis Darge, 2005
- P. axis Darge, 1993
- P. bianchii (Oberthur, 1883)
- P. biokoensis Darge, 1991
- P. boisduvali (Aurivillius, 1898)
- P. canui Darge, 1991
- P. diana Gehlen, 1922
- P. evestigata Kernbach, 1955
- P. grandidieri (Mabille, 1879)
- P. joannoui Eitschberger & Ströhle, 2012
- P. kenyae Clark, 1928
- P. molitor (Rothschild & Jordan, 1912)
- P. occidentalis Rothschild & Jordan, 1903
- P. postica (Walker, 1956)
- P. rhadamistus (Fabricius, 1781)
- P. schaarschmidti Eitschberger & Ströhle, 2012
- P. somaliae Eitschberger, 2007
- P. staudei Eitschberger & Ströhle, 2012
- P. tomensis Pierre, 1992